# Nuno Marques
Nuno Marques é um ex-jogador, agora treinador, de ténis português. Considerado, por alguns, como o melhor tenista português de todos os tempos, Marques foi campeão nacional de singulares quatro vezes e de pares duas vezes. Ele, Frederico Gil, Rui Machado, Gastão Elias e João Sousa, são os únicos tenistas portugueses a figurar no Top 100 do Ranking ATP. 
Nuno Marques obteve a sua melhor posição de singulares em Setembro de 1995 (86º), depois de atingir as meias-finais de um 125.000/USD em Barcelona, e poucas semanas após a conquista do "Azores Open", uma competição de 50.000/USD. 
Nas duplas, o esquerdino portuense tem na 58ª posição mundial o seu melhor registo.
Marques fez ainda parte da equipa portuguesa para a Taça Davis durante 17 anos, de 1986 a 2002, tendo participado dos Jogos Olímpicos de Sydney e em 13 Grand Slam.
Foi capitão da selecção portuguesa.

## Campeonatos Nacionais
- 1 Campeonato Nacional  (1990)
- 1 Campeonato Nacional  (1992)
- 1 Campeonato Nacional  (1999)
- 1 Campeonato Nacional  (2001)

## Estoril Open
- (1987)  (2ª Ronda)
- (1990)  (1ª Ronda)
- (1991)  (2ª Ronda)
- (1992)  (1ª Ronda)
- (1993)  (1ª Ronda)
- (1994)  (1ª Ronda)
- (1995)  (Quartos Final)
- (1996)  (1ª Ronda)
- (1997)  (2ª Ronda)
- (1998)  (1ª Ronda)
- (1999)  (2ª Ronda)
- (2000)  (1ª Ronda)

## US Open
- (1988)  (1ª Ronda)
- (1991)  (2ª Ronda)
- (1995)  (2ª Ronda)

## Roland Garros
- (1989)  (1ª Ronda)
- (1990)  (2ª Ronda)
- (1991)  (1ª Ronda)

## Wimbledon
- (1991)  (1ª Ronda)
- (1995)  (1ª Ronda)
- (1997)  (1ª Ronda)
- (1998)  (1ª Ronda)

## Open Austrália
- (1989)  (1ª Ronda)
- (1991)  (2ª Ronda)
- (1996)  (1ª Ronda)

## Jogos Olímpicos
- (2000 - Sydney)